# Etilenglicol
El etilenglicol (sinónimos: etanodiol, glicol de etileno, glicol, dihidroxido de etileno) es un compuesto químico orgánico  que pertenece al grupo de los dioles. Es un líquido transparente, incoloro, ligeramente espeso como el almíbar y leve sabor dulce. Por estas características organolépticas se suelen utilizar distintos colorantes para reconocerlo y así disminuir las intoxicaciones por accidente. A temperatura ambiente es poco volátil, pero puede existir en el aire en forma de vapor. Se fabrica a partir de la hidratación del óxido de etileno.
Se utiliza como anticongelante en los circuitos de refrigeración de motores de combustión interna, como difusor del calor, mezclado con agua para los procedimientos de deshielo y antihielo de los aviones comerciales, para fabricar compuestos de poliéster, y como disolvente en la industria de la pintura y el plástico. El etilenglicol es también un ingrediente en líquidos para revelar fotografías, fluidos para frenos hidráulicos y en tinturas usadas en almohadillas para estampar, bolígrafos, y talleres de imprenta.

## Historia y  ocurrencia natural
Según la mayoría de las fuentes, el químico francés Charles-Adolphe Wurtz (1817-1884) preparó el primer etilenglicol en 1856. Primero trató el "yoduro de etileno" (C2H4I2) con acetato de plata y luego  hidrolizó el "diacetato de etileno" resultante con hidróxido de potasio. Wurtz nombró su nuevo compuesto como "glicol" porque compartía cualidades tanto con el alcohol etílico (con un grupo hidroxilo) como con la glicerina (con tres grupos hidroxilo). En 1859 Wurtz preparó etilenglicol a través de la hidratación del óxido de etileno. No parece haber habido fabricación comercial ni aplicación del etilenglicol antes de la Primera Guerra Mundial, cuando se sintetizó a partir de dicloruro de etileno en Alemania y se utilizó como un sustituto del glicerol en la industria de explosivos.
En los Estados Unidos, la producción semi-comercial del etilenglicol via clorohidrina de etileno comenzó en 1917. La primera planta de glicol comercial a gran escala fue erigida en 1925 en South Charleston, Virginia Occidental, por Carbide y Carbon Chemicals Co. (ahora Union Carbide Corp.). En 1929, el etilenglicol estaba siendo utilizado por casi todos los fabricantes de dinamita. En 1937, Carbide puso en marcha la primera planta basada en el proceso de Lefort para la oxidación en fase de vapor del etileno hasta conseguir óxido de etileno. Carbide mantuvo el monopolio del proceso de oxidación directa hasta 1953, cuando el proceso de diseño científico fue comercializado y ofrecido para licencias.

## Características
El glicol (HO-CH2CH2-OH) se denomina sistemáticamente 1,2-etanodiol. Se trata del diol más sencillo, nombre que también se emplea para cualquier poliol. Su nombre deriva del griego glicos (dulce) y se refiere al sabor dulce de esta sustancia. Por esta propiedad ha sido utilizado en acciones fraudulentas intentando incrementar la dulzura del vino sin que el aditivo fuera reconocido por los análisis que buscaban azúcares añadidos. Sin embargo es tóxico y produce disfunción renal.  
El glicol es una sustancia ligeramente viscosa, incolora e inodora con un elevado punto de ebullición y un punto de fusión de aproximadamente -12 °C (261 K). Puede mezclarse con agua en varias proporciones.
En la industria del poliuretano flexible, en su forma polimerizada (polietilenglicol), estos productos tienen una denominación general y son llamados poliol.
El glicol se utiliza como aditivo anticongelante para el agua en los radiadores de motores de combustión interna, es el principal compuesto del líquido de frenos de vehículos y también es usado en procesos químicos como la síntesis de los poliuretanos, de algunos poliésteres, como producto de partida en la síntesis del dioxano, la síntesis del glicolmonometiléter o del glicoldimetiléter, como disolvente, etc.

## Producción
El etilenglicol se produce a partir de etileno, mediante el compuesto intermedio óxido de etileno. El óxido de etileno reacciona con agua produciendo etilenglicol según la siguiente ecuación química
{\displaystyle {\ce {C2H4O + H2O -> HOCH2-CH2OH}}}
Esta reacción puede ser catalizada mediante ácidos o bases, o puede ocurrir en un pH neutro a temperaturas elevadas. La mayor producción de etilenglicol se consigue con un pH ácido o neutro en presencia de abundante agua. Bajo estas condiciones, se puede obtener una productividad del 90%.
Los principales subproductos obtenidos son dietilenglicol, trietilenglicol, y  tetraetilenglicol.

## Toxicidad
La ingestión de cantidades muy altas de etilenglicol puede causar la muerte, en tanto que cantidades mínimas pueden producir náusea, convulsiones, dificultad para hablar, desorientación, y problemas en el corazón y el riñón. Los animales hembras que sufrieron esta intoxicación por grandes cantidades de etilenglicol tuvieron crías con defectos de nacimiento, mientras que los animales machos experimentaron una disminución en el número de espermatozoides. Sin embargo, estos efectos se observaron a niveles muy altos y no se espera que ocurran en personas expuestas a niveles menores en sitios de residuos peligrosos.
El etilenglicol afecta a la química del organismo aumentando la cantidad de ácido, lo que produce problemas metabólicos. La intoxicación se presenta como depresión del sistema nervioso central e irritación en el sitio de absorción inicialmente, seguido de acidosis metabólica e hipocalcemia.
Puede causar sordera, ceguera y puede dejar grandes secuelas cerebrales, y a grandes dosis producir la muerte.
Es un disolvente orgánico con actividad nefrotóxica como se mencionó anteriormente. Puede ocasionar necrosis tubular aguda que si no se trata a tiempo, puede desencadenar una insuficiencia renal aguda y posteriormente la muerte.

## Toxicocinética
Absorción: se absorbe eficazmente a través del tracto digestivo. Su absorción respiratoria se ve dificultada por su acción irritante a ese nivel y su absorción dérmica es escasa.
Biotransformación: el etilenglicol es oxidado por las mismas enzimas que transforman el etanol y metanol (ADH (alcohol deshidrogenasa), MAOS(mono amino oxidasas y catalasas), formándose ácido glicólico (acidosis metabólica) y ácido oxálico (metabolito final). El ácido oxálico tiene gran afinidad por el calcio produciendo a nivel periférico una acumulación perivascular de oxalato de calcio monohidratado, el cual posee forma de aguja, produciendo daño en estos órganos.
Clínicamente puede manifestarse por una disminución del nivel de consciencia (letargia), un estado comatoso (debido a la depresión del sistema nervioso central) e insuficiencia renal aguda; se encuentra asociado a un desorden ácido-base (específicamente por ácido glicólico) causando acidosis metabólica del tipo brecha aniónica y osmolar elevados, pero si no se trabaja de forma rápida la cantidad osmolar de intoxicación de etilenglicol será mucho menor, ya que el etilenglicol al ser metabolizado deja menor cantidad disponible en niveles séricos, disminuyendo esta medición y permitiendo dudar en el caso de pacientes que puedan haber sufrido este tipo de intoxicación. Hay una disminución de la leucocitosis y aparición de cristales de oxalato de calcio monohidratado. No se altera la concentración plasmática de sodio. Como fenómeno compensador al estado de acidosis metabólica se desencadena un cuadro de hiperventilación con excursiones respiratorias profundas (respiración de Kuss-Maul) disminuyendo la presión parcial de CO2 arterial y llevando a 99 % de unión de oxígeno en hemoglobina.

## Estructura y propiedades
| Estructura y propiedades  | Estructura y propiedades |
| ------------------------- | ------------------------ |
| Índice de refracción, nD  | 1,4318 a 20 °C           |
| Número de Abbe            | ?                        |
| Constante dieléctrica, εr | 37,4 ε0 a 25 °C          |
| Susceptibilidad magnética | ?                        |
| Tensión superficial       | 47,7 dyn/cm a 20 °C      |
| Viscosidad                | 17,33 mPa·s a 25 °C      |

## Propiedades termodinámicas
| Comportamiento de estado                             | Comportamiento de estado |
| ---------------------------------------------------- | ------------------------ |
| Punto triple                                         | 256 K (−17 °C), ? Pa     |
| Punto crítico                                        | 720 K (447 °C) 8,2 MPa   |
| Cambio de entalpía estándar de fusión, ΔfusHo        | 9,9 kJ/mol               |
| Cambio de entropía estándar de fusión, ΔfusSo        | 38,2 J/(mol·K)           |
| Cambio de entalpía estándar de vaporización, ΔvapHo  | 65,6 kJ/mol              |
| Propiedades en estado líquido                        |                          |
| Cambio de entalpía estándar de formación, ΔfHoliquid | −460 kJ/mol              |
| Entropía molar estándar, Soliquid                    | 166,9 J/(mol·K)          |
| Capacidad calórica, cp                               | 149,5 J/(mol·K)          |
| Propiedades en estado gaseoso                        |                          |
| Cambio de entalpía estándar de formación, ΔfHogas    | −394,4 kJ/mol            |
| Entropía molar estándar, Sogas                       | 311,8 J/(mol·K)          |
| Capacidad calórica, cp                               | 78 J/(mol·K) a 25 °C     |

## Presión de vapor del líquido
| P en mm Hg | P en mm Hg | 1    | 10   | 40    | 100   | 400   | 760   |
| T en °C    | T en °C    | 53,0 | 92,1 | 120,0 | 141,8 | 178,5 | 197,3 |

Tabla de datos obtenida del CRC Handbook of Chemistry and Physics, 44.ª ed.

## Punto de congelación de disoluciones acuosas
| % etilenglicol por volumen | % etilenglicol por volumen | 5     | 10    | 15    | 20    | 25    | 30    | 35    | 40    | 45    | 50    |
| Pto. de congelación °C     | Pto. de congelación °C     | –1,1  | –2,2  | –3,9  | –6,7  | –8,9  | –12,8 | –16,1 | –20,6 | –26,7 | –33,3 |
| Peso específico d15.6°     | Peso específico d15.6°     | 1,004 | 1,006 | 1,012 | 1,017 | 1,020 | 1,024 | 1,028 | 1,032 | 1,037 | 1,040 |

Tabla obtenida del Lange's Handbook of Chemistry. El peso específico se refiere al agua a 15,6 °C.

## Datos de destilación
| Equilibrio vapor-líquido para el etilenglicol/agua P = 760 mmHg |                |                |
| BP Temp. °C                                                     | % agua por mol | % agua por mol |
| BP Temp. °C                                                     | líquido        | vapor          |
| 110,00                                                          | 79,8           | 99,3           |
| 116,40                                                          | 61,3           | 98,5           |
| 124,30                                                          | 55,9           | 97,7           |
| 124,50                                                          | 55,3           | 97,6           |
| 126,00                                                          | 48,2           | 97,1           |
| 128,10                                                          | 42,6           | 96,3           |
| 129,50                                                          | 41,1           | 96,2           |
| 130,50                                                          | 38,8           | 95,5           |
| 131,20                                                          | 36,5           | 95,2           |
| 135,20                                                          | 28,9           | 92,6           |
| 136,00                                                          | 28,3           | 92,4           |
| 138,00                                                          | 24,1           | 90,9           |
| 142,50                                                          | 21,6           | 88,7           |
| 149,00                                                          | 17,8           | 85,2           |
| 158,10                                                          | 12,9           | 77,6           |
| 167,40                                                          | 10,2           | 70,6           |
| 178,60                                                          | 6,5            | 56,3           |
| 184,20                                                          | 3,4            | 37,9           |

| Equilibrio vapor-líquido para el etilenglicol/etanol P = 760 mmHg |                  |                  |
| BP Temp. °C                                                       | % por mol etanol | % por mol etanol |
| BP Temp. °C                                                       | líquido          | vapor            |
| 66,70                                                             | 93,0             | 99,9             |
| 73,20                                                             | 82,1             | 99,8             |
| 79,60                                                             | 66,4             | 99,7             |
| 84,70                                                             | 53,0             | 99,3             |
| 90,20                                                             | 45,7             | 99,0             |
| 93,80                                                             | 40,6             | 98,5             |
| 101,40                                                            | 36,3             | 97,9             |
| 102,70                                                            | 35,6             | 97,5             |
| 104,90                                                            | 32,2             | 96,7             |
| 105,10                                                            | 22,7             | 94,6             |
| 109,90                                                            | 21,2             | 93,3             |
| 113,00                                                            | 19,5             | 92,3             |
| 121,50                                                            | 13,7             | 86,4             |
| 149,60                                                            | 10,3             | 74,6             |
| 157,50                                                            | 4,6              | 51,5             |
| 166,30                                                            | 3,6              | 42,0             |
| 175,20                                                            | 2,5              | 30,4             |
| 183,50                                                            | 1,4              | 18,1             |
| 189,10                                                            | 0,5              | 6,8              |